# Capital megye (Salta)
Capital egy megye Argentína északnyugati részén, Salta tartományban. Székhelye Salta.

## Népesség
A megye népessége a közelmúltban a következőképpen változott:
| Év   | Lakosság |
| ---- | -------- |
| 2001 | 468 196  |
| 2010 | 536 113  |